# Inline skater hockey
L’Inline skater hockey (appelé généralement inline hockey ou roller hockey) est un sport collectif très proche du roller in line hockey (jeu intérieur, sur roller en ligne) mais se jouant avec une balle à la place d'un palet.
Cette forme de roller hockey reste confidentielle en France (aucun championnat d'organisé) mais est très courante en Suisse. Au niveau international, elle est gérée par l'International Inline-Skaterhockey Federation (IISHF).

## Membre de la Fédération internationale
13 pays sont membres : Suisse, Allemagne, Danemark, Grande-Bretagne, Pays-Bas, Autriche, Russie, Israël, Pakistan, Inde, Croatie, Espagne, Ukraine.